# Кошелев, Дмитрий Родионович
Дмитрий Родионович (Иродионович) Кошелев (?—1815) — тайный советник и камергер из рода Кошелевых. С 1797 года возглавлял губернии Гродненскую, Литовско-Виленскую, Тобольскую и Тамбовскую. Дядя славянофила А. И. Кошелева.

## Биография
Родился не ранее 1750 года в семье бригадира Родиона Родионовича Кошелева, одного из сыновей известного своим богатством генерала Р. М. Кошелева.
На государственной службе с 1774 года. С момента учреждения Тобольской губернии в 1796 году Д. Р. Кошелев был назначен там вице-губернатором, а уже в следующем году стал губернатором. Одним из самых заметных событий периода тобольского губернаторства Кошелева стало открытие в 1800 году Сибирского почтамта. В том же году губернатор определил прибывшего к месту отбытия ссылки немецкого литератора Августа Коцебу на жительство в Курган. По просьбе Вольного экономического общества тобольский губернатор выслал в столицу 10 фунтов дикой гречихи (кырлыка), за что получил письменную благодарность от общества.
Из Тобольска, уже в чине действительного статского советника, он переехал в Гродненскую губернию, которой руководил непродолжительное время; 9 июня 1803 года указом Александра I он был отозван «к другим делам» в Санкт-Петербург, а на его место был назначен В. С. Ланской.
В 1803—1811 годах он возглавлял Тамбовскую губернию. По словам тамбовского предводителя дворянства М. П. Загряжского, губернатор был «человек умной, скор на распоряжения, писал мастерски»; 25 августа 1808 года Кошелев получил монаршее благоволение за усердие и принятие мер по случаю открывшейся и благополучно пресечённой заразы в Саратовской губернии, где располагалось одно из его имений. С. П. Жихарев записал 20 июня 1806 года в своём дневнике:

Приехавший губернатор Д. Р. Кошелев получил известия из Петербурга, что там все продолжают толковать о войне и что приготовления к ней делаются в огромных размерах. Ему дают чувствовать, чтоб он был деятельнее и, на всякий случай, предупредил помещиков своей губернии, от которых вероятно потребуются, по важности случая, многие пожертвования.

Умер 15 (27) августа 1815 года.

## Награды
- Орден Святого Иоанна Иерусалимского почётный командорский крест (28 декабря 1800)[5][6]
- Орден Святой Анны 1-й степени (15 сентября 1801)[7]

## Владения
В 1806 году в бытность тамбовским губернатором Д. Р. Кошелев приобрёл на аукционе село Кузьминка (Знаменское) Лебедянского уезда Тамбовской губернии, до этого принадлежавшее П. П. Бибикову (в 1982 году село прекратило существование). После смерти в 1815 году наследникам остались имения в:
- Васильсурском уезде Нижегородской губернии (175 душ крестьян),
- Макарьевском уезде Нижегородской губернии (148 душ),
- Мышкинском уезде Ярославской губернии (83 души),
- Аткарском уезде Саратовской губернии (18 душ),
- Скопинском уезде Рязанской губернии (18 душ),
- с. Кузьминка Лебедянского уезда Тамбовской губернии (17 душ).

В 1816 году упоминалось также село Введенское (Колычёво) Раненбургского уезда Рязанской губернии.